# Jarnac-Champagne
Jarnac-Champagne is een gemeente in het Franse departement Charente-Maritime (regio Nouvelle-Aquitaine) en telt 733 inwoners (2005). De plaats maakt deel uit van het arrondissement Jonzac.

## Geografie
De oppervlakte van Jarnac-Champagne bedraagt 22,3 km², de bevolkingsdichtheid is 32,9 inwoners per km².
De onderstaande kaart toont de ligging van Jarnac-Champagne met de belangrijkste infrastructuur en aangrenzende gemeenten.

## Demografie
Onderstaande figuur toont het verloop van het inwonertal (bron: INSEE-tellingen).